# Bordj Badji Mokhtar
Bordj Badji Mokhtar (arabisch برج باجي مختار, DMG Burǧ Bāǧī Muḫtār, Kurzform Bordj Mokhtar oder abgekürzt BBM) ist eine Stadt im Süden der algerischen Sahara nahe der Grenze zu Mali. Sie ist die Hauptstadt der Provinz Bordj Badji Mokhtar. Bordj bezeichnet in Algerien ein kleines Fort.

## Geschichte
Die Ursprünge von Bordj Mokhtar gehen auf eine Brunnenbohrung für einen Lagerplatz während der Erschließung der Strecke von Reggane nach Mali im Jahre 1940 zurück. Ein französischer Oberleutnant mit Namen Louis Le Prieur leitete dieses Unternehmen. Später wurde durch die französische Armee in der Nähe ein Fort angelegt. Während der Kolonialzeit hieß der Ort Bordj Le Prieur und war Teil des Département de la Saoura. Nach der Unabhängigkeit wurde der Name zu Ehren des Unabhängigkeitskämpfers Badji Mokhtar (1919–1955) in Bordj Badji Mokhtar geändert.

## Geographie
Die Stadt befindet sich auf einer Höhe von 401 m in der Tanezrouft, einem flachen und weitgehend unbewohnten Teil der Sahara.

## Verkehrsanbindung
Bordj  Mokhtar liegt an der Nationalstraße 6 und ist Grenzort nach Mali. Rund 4 km nördlich des Orts befindet sich der Flughafen Aéroport de Bordj Mokhtar mit IATA-Flughafencode BMW.

## Klima
In Bordj  Mokhtar herrscht arides Klima der Klimaklassifikation BWh mit langen und sehr heißen Sommern und kurzen warmen Wintern. Die durchschnittliche Niederschlagsmenge liegt bei 38 mm im Jahr.
|                        | Jan  | Feb  | Mär  | Apr  | Mai  | Jun  | Jul  | Aug  | Sep  | Okt  | Nov  | Dez  |   |      |
| Mittl. Temperatur (°C) | 18,7 | 21,4 | 24,7 | 28,8 | 32,6 | 36,0 | 35,6 | 34,8 | 33,8 | 29,8 | 24,2 | 19,9 | ⌀ | 28,4 |
| Mittl. Tagesmax. (°C)  | 26,0 | 29,3 | 32,7 | 37,0 | 40,4 | 43,5 | 42,9 | 41,9 | 41,0 | 37,1 | 31,5 | 27,1 | ⌀ | 35,9 |
| Mittl. Tagesmin. (°C)  | 11,4 | 13,6 | 16,8 | 20,7 | 24,8 | 28,6 | 28,4 | 27,8 | 26,6 | 22,6 | 17,0 | 12,7 | ⌀ | 20,9 |
|                        |      |      |      |      |      |      |      |      |      |      |      |      |   |      |
| Niederschlag (mm)      | 1    | 0    | 0    | 0    | 1    | 2    | 6    | 17   | 10   | 1    | 0    | 0    | Σ | 38   |

| 11,4 |

| 13,6 |

| 16,8 |

| 20,7 |

| 24,8 |

| 28,6 |

| 28,4 |

| 27,8 |

| 26,6 |

| 22,6 |

| 17,0 |

| 12,7 |

| 11,4 |

| 13,6 |

| 16,8 |

| 20,7 |

| 24,8 |

| 28,6 |

| 28,4 |

| 27,8 |

| 26,6 |

| 22,6 |

| 17,0 |

| 12,7 |

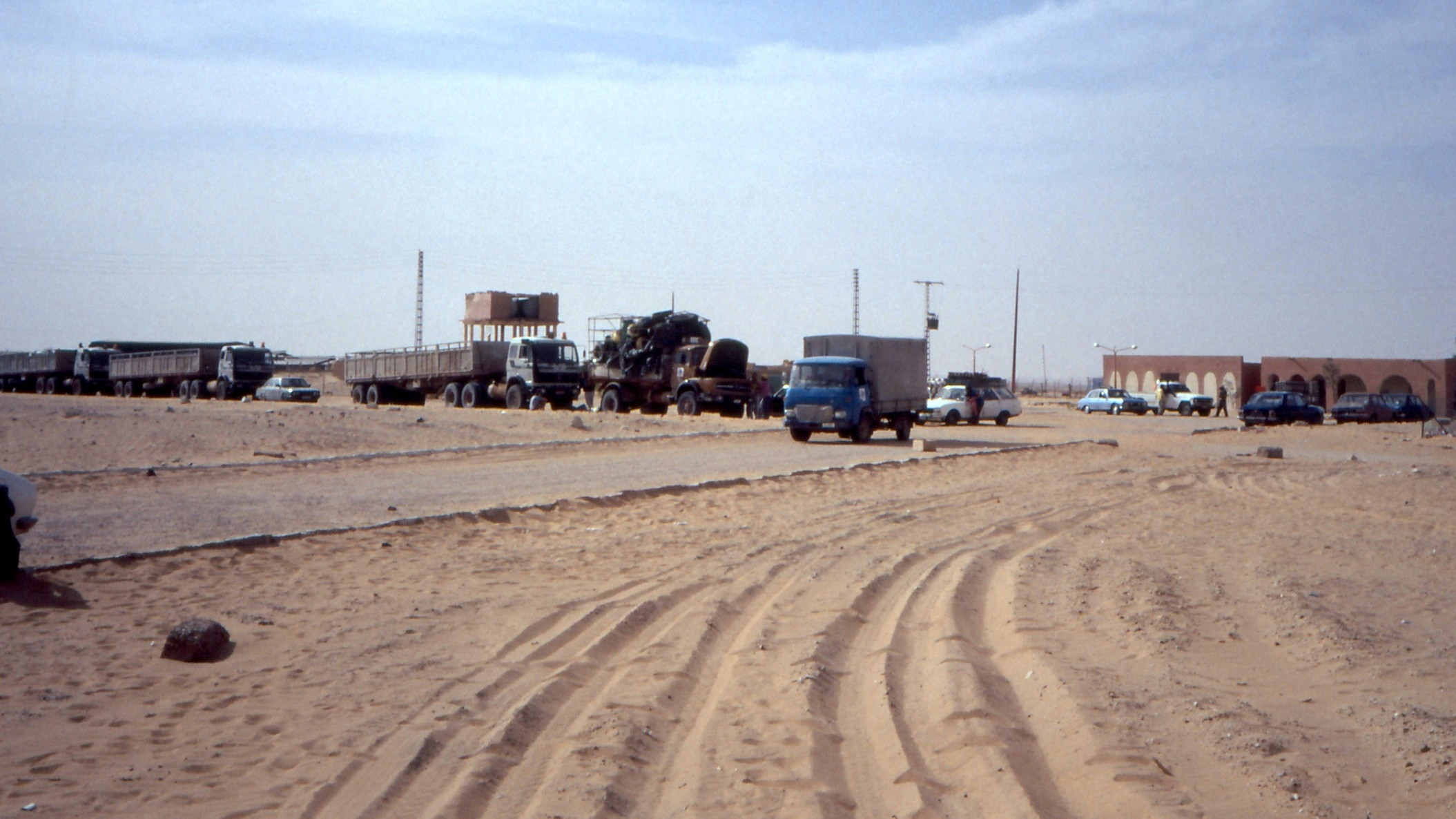
Bordj-Mokhtar (1990)